# Rio Gârbova (Mureş)
O Rio Gârbova é um rio da Romênia, afluente do Mureş, localizado no distrito de Alba.